# Casa Torres (Guissona)
Casa Torres és una obra de Guissona (Segarra) protegida com a Bé Cultural d'Interès Local.

## Descripció
La Casa Torres ocupa un espai delimitat per tres carrers: Portal de l'Àngel, carrer de la Font i carrer del Notari Josep Faus. Aquest emplaçament fa que parts de la casa formin part del traçat de l'antiga muralla medieval de Guissona.
Es tracta d'una casa de planta i coberta composta, en alçada està composta per planta baixa, dos pisos superiors i golfes. A la façana principal, carrer de la Font, s'observa a la planta baixa una porta rectangular amb llinda i brancals de pedra, al costat dret s'obre una finestra rectangular amb llinda, marc i ampit de pedra amb l'escut esculpit de la família Torres al damunt. Al primer pis hi ha un balcó amb barana de ferro, finestra balconera amb llinda i brancals de pedra. Al costat dret s'obren dues finestres rectangulars amb llinda, marc i ampit de pedra. Al segon pis s'obren dos parells de finestres rectangulars amb marc i ampit de pedra. Finalment, a les golfes s'observa una galeria formada per cinc arcs de mig punts separats per pilars. El parament dels murs és de carreus regulars.
El portal de l'Àngel, fragment de l'antiga muralla del segle XIV, forma part de la casa. Aquest portal comunica el carrer del Portal de l'Àngel amb el carrer de la Font. La façana exterior, carrer del Portal de l'Àngel, destaca per l'arc de mig punt dovellat, la fornícula amb l'escultura d'un àngel i just per sobre una barbacana sobre mènsules amb espitlleres. El portal està coronat per merlets.
Al costa del carrer del Notari Josep Faus trobem una zona enjardinada, la façana d'aquest costat destaca per una galeria d'arcs de mig punt precedida per una terrassa amb pèrgola.

## Història
La muralla de Guissona és d'origen medieval, segle XIV. El Portal de l'Àngel era una de les tres entrades a la vila, i des d'antic els traginers hi paraven per invocar protecció abans d'iniciar els seus viatges.